# Vladislav Surkov
Vladislav Jurjevič Surkov (rusky Владислав Юрьевич Сурков, 21. září 1964, Solncevo, Lipecká oblast, Rusko) je ruský politik a bývalý vlivný poradce ruského prezidenta Vladimira Putina, který měl na starosti například záležitosti ruské zahraniční politiky vůči Ukrajině nebo budování tzv. řízené demokracie (zachování formálně demokratických voleb, v nichž však předurčená politická strana soutěží s nereálnou, uměle vytvořenou opozicí). V nejvyšších patrech ruské politiky se pohyboval s přestávkami od roku 1999 až do roku 2020.
Postupně si vybudoval pověst šéfideologa a jakési šedé eminence Putinova mocenského aparátu, pročež byl přezdíván „šedý kardinál“, „Putinův Richelieu“ nebo „Putinův Rasputin“. Údajně byl autorem některých aspektů tzv. putinismu, včetně razantní proměny ruských médií, a také přišel s myšlenkou vytvoření Novoruska na východní Ukrajině. Podle některých zdrojů lze Surkova považovat za nástupce sovětského ideologa Michaila Andrejeviče Suslova.

## Život

### Mládí a působení v byznysu
Narodil se pod jménem Aslambek Dudajev čečenskému otci a ruské matce v Solncevu v Lipecké oblasti; nicméně podle některých zdrojů se narodil na severním Kavkazu. Po rozvodu rodičů absolvoval dva semestry na Vysoké škole kovoprůmyslové v Rjazaňské oblasti, pak vykonal vojenskou službu v Maďarsku.
Posléze přesídlil do Moskvy, tři roky studoval divadelní režii na Moskevském státním institutu kultury, zabýval se bojovými uměními‎ a koncem osmdesátých let byl krátce bodyguardem Michaila Chodorkovského. Následně působil jako Chodorkovského stratég pro oblast public relations a zabezpečoval pro něj reklamní kampaň na jeho banku. Působil v jeho bance Menatep a později přešel do banky Alfa Bank dalšího ruského magnáta Michaila Fridmana. Ve Státní dumě prosadil několik zákonů podporujících Chodorkovského a Fridmanovo podnikání a jednalo se také o Surkovově vstupu do Chodorkovského ropné společnosti Jukos. Na začátku devadesátých let byl Surkov již považován za jednoho z nejlepších ruských odborníků na PR.

### Působení ve státních strukturách
Koncem devadesátých let získal diplom z ekonomie na Mezinárodní univerzitě v Moskvě. V roce 1998 se stal náměstkem ředitele televize ORT podnikatele Borise Berezovského a v roce 1999 se stal součástí prezidentské administrativy Borise Jelcina – nejdřív jako asistent šéfa jeho kanceláře Alexandra Vološina, posléze jako zástupce vedoucího kanceláře. V těchto pozicích se podílel například na zajištění neúspěšnosti Jelcinova odvolání a na výsledku hnutí Jedinstvo (předchůdce strany Jednotné Rusko) ve volbách v roce 1999.
V období let 2000–2008 byl hlavním politickým stratégem ruského prezidenta Vladimira Putina. V této době kromě jiného vytvořil systém komplexní kontroly ruských televizních stanic, angažoval se ve straně Jednotné Rusko a podílel se na vytvoření některých nových politických stran – například Rodina (Vlast) pod vedením Sergeje Glazjeva a Dmitrije Rogozina a Správná věc podnikatele Michaila Prochorova. Surkov inicioval rovněž vznik mládežnického hnutí Naši, podporujícího politiku Vladimira Putina.
V prezidentských službách zůstal i po nástupu Dmitrije Medveděva do funkce v roce 2008. V roce 2011 se stal místopředsedou ruské vlády pověřeným modernizací a inovací; podle některých zdrojů tato změna souvisela s protivládními protesty po volbách v roce 2011. Na svou funkci vicepremiéra rezignoval v květnu 2013, a to po vyšetřování údajné zpronevěry financí v souvislosti s budováním technologického parku Skolkovo – ačkoli souvislost kauzy s jeho odstoupením nebyla potvrzena.
V září 2013 se stal opětovně Putinovým poradcem pro oblasti Gruzie a jejích separatistických regionů Abcházie a Jižní Osetie. Později mu byla svěřena i agenda vztahů s Ukrajinou. Putin jej z postu svého poradce odvolal v únoru 2020. Surkovovu agendu měl převzít zástupce vedoucího prezidentské administrativy Dmitrij Kozak.

### Zájmy a nepolitické aktivity
K jeho zájmům patří konceptuální umění, poezie (zejména Allen Ginsberg) a gangsta rap (zejména Tupac Shakur). Je údajným autorem románového bestselleru Téměř nula, vydaného pod pseudonymem v roce 2009, v němž autor satiricky popisuje dobové Rusko. Surkov také napsal několik písňových textů pro ruskou rockovou skupinu Agata Kristi.